# Jela Krečič
Jela Krečič (12 de diciembre de 1979) es una escritora y periodista eslovena. Ha publicado dos libros hasta la fecha: Ni druge (en inglés: None Like Her), que ha sido traducido al inglés por Istros Books, y Knjiga drugih (en inglés: The Book of Others), que se publicó en 2018 y fue nominado al Premio Kresnik.

## Biografía
Hija del historiador de la arquitectura Peter Krečič, Jela Krečič se graduó en 2002 en la Facultad de Ciencias Sociales de la Universidad de Ljubljana. En 2009, bajo la tutoría de Mladen Dolar, obtuvo un doctorado en filosofía y teoría del cine de la Facultad de Artes de la misma casa de estudios.
Está casada con Slavoj Žižek desde 2013, siendo su tercera esposa.
Fue empleada del periódico Delo en la sección de cultura, donde escribió sobre humanidades, ciencias sociales, literatura y artes, incluida la cultura popular (cine, series de televisión). En diciembre de 2013, el periódico publicó en esloveno e inglés su entrevista exclusiva con Julian Assange.
Ha sido coeditora de antologías sobre series de televisión y películas de Ernst Lubitsch, así como de estudios y artículos filosóficos.
Al 25 de mayo de 2021 su obra personal, desde 2000, incluye más de seiscientas unidades bibliográficas.

## Libros
- (2015) Ni druge[9] (None Like Her o Ninguna otra), traducido al inglés por Istros Books.[10][11]

- (2018) Knjiga drugih (The Book of Others o El Libro de los otros).[12]